# إصابة الرباط الصليبي الأمامي
تحدث إصابة الرباط الصليبي الأمامي عندما يتم مد الرباط الصليبي الأمامي (ACL) بصورة زائدة أو عندما يصبح ممزقًا جزئيًا أو ممزقًا تمامًا. النوع الأكثر شيوعا من الإصابة هو التمزق الكامل. تشمل الأعراض ألم وصوت مميز أثناء الإصابة وعدم استقرار الركبة وتورم المفاصل. يظهر التورم عمومًا خلال ساعات قليلة. في حوالي 50٪ من الحالات، تتلف تراكيب الركبة الأخرى مثل الأربطة المحيطة أو الغضاريف أو الهلالة.
تكون الآلية الأساسية المسببة للإصابة غالبًا تغيير سريع في الاتجاه أو التوقف المفاجئ أو الهبوط بعد قفزة. الإصابة أكثر شيوعًا لدى الرياضيين، وخاصة أولئك الذين يمارسون التزلج على المنحدرات الثلجية أو كرة القدم أو كرة القدم الأمريكية أو كرة السلة. يتم التشخيص عادة عن طريق الفحص الجسمي وأحيانًا يكون مدعومًا بتصوير الرنين المغناطيسي (MRI). غالبًا ما يظهر الفحص الجسمي إيلامًا حول مفصل الركبة، وتناقص في نطاق الحركة للركبة، وزيادة رخاوة المفصل.
الوقاية تكون عن طريق التدريب العصبي العضلي وتقوية الجذع. تعتمد توصيات العلاج على المستوى المرغوب فيه من النشاط. بالنسبة لأولئك الذين سيكون لديهم مستويات منخفضة من النشاط في المستقبل، قد تكون الحلول غير الجراحية بما في ذلك التدعيم والعلاج الفيزيائي كافية. بالنسبة لأولئك الذين لديهم مستويات عالية من النشاط، غالباً ما يوصى بالإصلاح الجراحي عبر إعادة بناء الرباط الصليبي الأمامي بالمنظار. وينطوي ذلك على استبداله بوتر مأخوذ من منطقة أخرى من الجسم أو من جثة. تتضمن مرحلة إعادة التأهيل بعد الجراحة توسيع نطاق حركة المفصل ببطء، وتقوية العضلات المحيطة بالركبة. الجراحة، إذا تم التوصية بها، عادة لا تتم حتى يتم التخلص من الالتهاب الأولي الناتج عن الإصابة.
يصاب حوالي 200,000 شخص سنويًا في الولايات المتحدة. في بعض الألعاب الرياضية، تكون الإناث أكثر عرضة للإصابة، بينما في رياضات أخرى، يتأثر كلا الجنسين بالتساوي. كثير من الأشخاص الذين يعانون من تمزق كامل والذين لا يخضعون لعملية جراحية يكونون غير قادرين على ممارسة الرياضة، وقد يصابون بالفصال العظمي.

## العلامات والأعراض
يسمع الفرد عادةً صوت فرقعة في ركبته متبوعًا بألم وتورم عند إصابة الرباط الصليبي الأمامي. قد يشعر أيضًا بعدم ثبات الركبة بمجرد عودته للمشي ولممارسة أنشطته الأخرى من جديد؛ إذ لم يعد الرباط قادرًا على تثبيت مفصل الركبة ومنع انزلاق الظنبوب للأمام.
تترافق الإصابة الحادة أيضًا بتحدد في مدى حركة الركبة والشعور بالمضض على مسار محور المفصل. يختفي الألم والتورم تلقائيًا بعد فترة من الزمن، ولكن قد تبقى الركبة غير ثابتة. ولهذا، تؤدي العودة للرياضة دون الخضوع للعلاج إلى المزيد من الضرر.

## الأسباب
قد تشمل الأسباب ما يلي:

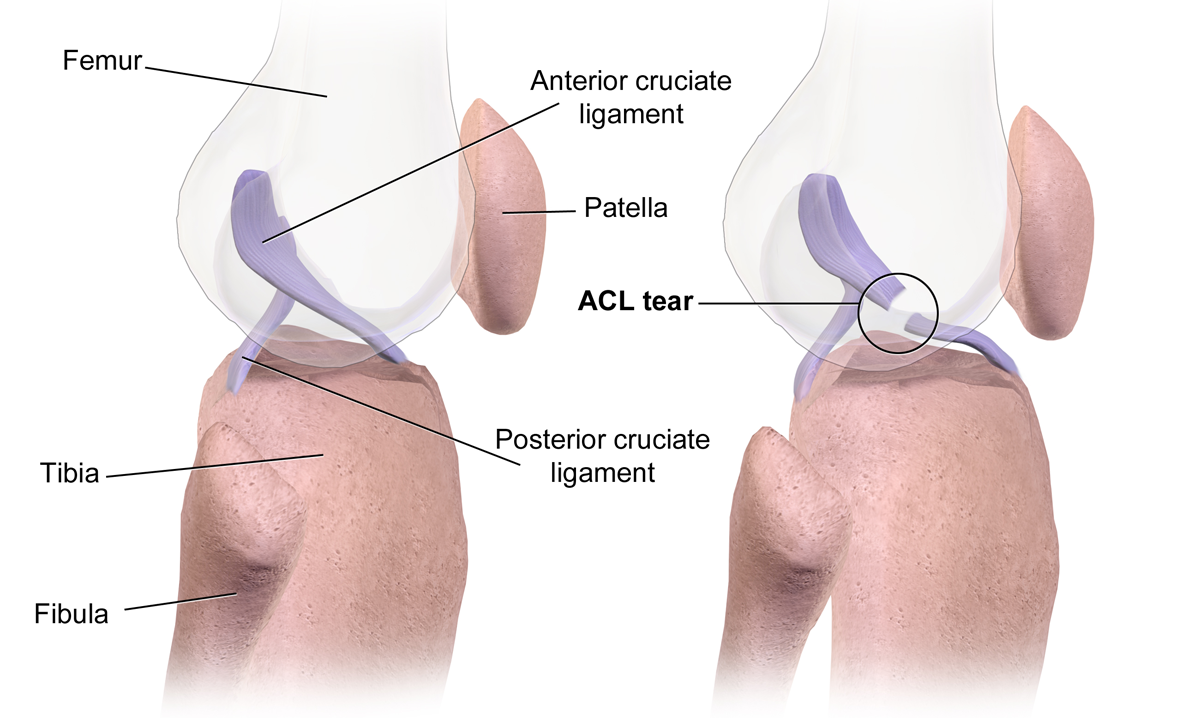
تمزق الرباط الصليبي الأمامي.

- تغيير اتجاه الحركة بسرعة (قطع الحركة).
- القفز والهبوط على القدمين بطريقة خاطئة.
- التوقف عن الجري بشكل مفاجئ.
- الأذية المباشرة للركبة (كما في كرة القدم وحوادث السير).

تؤدي هذه الحركات إلى ابتعاد الظنبوب عن عظم الفخذ بسرعة، ما يضع ضغطًا على مفصل الركبة ويسبب تمزق الرباط الصليبي الأمامي. تحدث نحو 80٪ من إصابات الرباط الصليبي الأمامي دون التعرض لأذية مباشرة. تتضمن عوامل الخطر البنية الأنثوية وممارسة أنشطة رياضية معينة وضعف اللياقة والإرهاق الجسدي واللعب على أرض معشبة.

### غلبة الإناث
تزيد إصابات الرباط الصليبي الأمامي لدى الرياضيات الإناث في الأنشطة التي تتضمن القفز والقطع (تغيير جهة الحركة بسرعة) بضعفين وحتى ثمانية أضعاف مقارنةً بالذكور الذين يمارسون الأنشطة الرياضية ذاتها. حددت بيانات الرابطة الوطنية لألعاب القوى معدلات إصابة نسبية لكل 1000 رياضي معني، وهي على النحو الآتي:
- بلغ معدل إصابة الذكور في كرة السلة 0.07، بينما بلغ معدل إصابة الإناث 0.23.
- بلغ معدل إصابة الذكور في رياضة اللاكروس 0.12، بينما بلغ معدل إصابة الإناث 0.17.
- بلغ معدل إصابة الذكور في كرة القدم 0.09، بينما بلغ معدل إصابة الإناث 0.28.

وصل أعلى معدل لإصابة الرباط الصليبي الأمامي لدى الإناث في الجمباز؛ إذ بلغ معدل الإصابة 0.33 لكل 1000 رياضية. وإضافةً لكرة القدم لدى الرجال، ارتبطت الأنشطة النسائية الثلاثة التالية بأعلى معدلات إصابة للرباط الصليبي الأمامي: الجمباز وكرة السلة وكرة القدم.
حُددت العديد من الاختلافات بين الذكور والإناث باعتبارها أسباب محتملة لهذا الرجحان، وهي: الحماية العضلية الفعالة لمفصل الركبة والاختلاف في تشريح الساق/ الحوض ورخاوة الرباط النسبية الناجمة عن الهرمونات الأنثوية كالإستروجين والريلاكسين.وجدت بعض الأبحاث فائدة حبوب منع الحمل في تقليل خطر إصابة الرباط الصليبي الأمامي.

#### نظريات السيطرة
عظم الفخذ وزاوية مربعة الرؤوس: هي الزاوية الواقعة بين خط يمر من الشوكة الحرقفية الأمامية العلوية ومركز الرضفة، وخط آخر يمر بمركز الرضفة ومركز أحدوبة الظنبوب.
اقترحت بعض الدراسات وجود أربعة اضطرابات عصبية عضلية تهيئ النساء لمعدلات إصابة أعلى. تميل الرياضيات للقفز والهبوط على ركبتين مستقيمتين نسبيًا ومائلتين تجاه بعضهما البعض، بينما يقع معظم وزن أجسادهن على قدم واحدة ويميل الجذع إلى جانب واحد. وضعت العديد من النظريات لتوضيح هذه الاضطرابات. تتضمن تلك النظريات: سيطرة الأربطة وسيطرة العضلة رباعية الرؤوس وسيطرة الساق وسيطرة الجذع.
تقترح نظرية سيطرة الأربطة أن عضلات الرياضيات لا تمتص تأثير الأرض بشكل كافٍ عندما يهبطن على أقدامهن بعد القفز. نتيجةً لذلك، ستمتص أربطة الركبة تلك القوة، وهذا ما يؤدي إلى زيادة خطر الإصابة لديهن. تشير سيطرة العضلة رباعية الرؤوس إلى ميل الرياضيات لتثبيت مفصل الركبة باستخدام هذه العضلة. تعمل العضلة رباعية الرؤوس على سحب الظنبوب للأمام، ولهذا يؤدي التقلص الشديد للعضلة إلى زيادة الضغط المطبق على الرباط الصليبي الأمامي، وبالتالي زيادة خطر إصابته.
تصف سيطرة الساق ميل النساء إلى وضع وزن أكبر على إحدى الساقين أكثر من الأخرى. وأخيرًا، تشير سيطرة الجذع إلى تحكم الذكور الأكبر بحركة الجذع أثناء أداء الأنشطة الرياضية، ويبدو ذلك واضحًا من خلال زيادة نشاط العضلة المائلة الداخلية. تميل الرياضيات إلى إمالة الجزء العلوي من أجسادهن نحو أحد الجانبين ووضع معظم وزنهن على ساق أكثر من الأخرى، وبالتالي تطبيق قوة دوران أكبر على ركبتيهن.

#### الاختلافات الهرمونية والتشريحية
لا يوجد فرق ملحوظ في وتيرة تمزق الرباط الصليبي الأمامي بين الجنسين قبل البلوغ. أشار البعض لدور مستويات الهرمونات الجنسية في زيادة احتمال تمزق الرباط الصليبي الأمامي، وخاصةً المستويات المرتفعة من هرمون الاستروجين والريلاكسين أثناء الدورة الشهرية. قد تزيد هذه الهرمونات من رخاوة المفصل وتمدد الأنسجة الرخوة المحيطة به. لاحظت الأبحاث الجارية ارتفاع تواتر إصابات الرباط الصليبي الأمامي لدى الإناث خلال فترة الإباضة وانخفاضها خلال المرحلة الجريبية والأصفرية من الدورة الشهرية.
أظهرت نتائج الدراسة أن خطر الإصابة بتمزق الرباط الصليبي الأمامي لدى من يزيد تركيز الريلاكسين لديها عن 6.0 بيكوغرام/ مل أكبر بأربع مرات مقارنةً بمن تملك مستويات أقل.
بالإضافة إلى ذلك، يتسع الحوض الأنثوي خلال فترة البلوغ نتيجة تأثير الهرمونات الجنسية. ونتيجةً لذلك، يميل عظم الفخذ للانحراف نحو الركبة ليشكل زاوية تدعى بزاوية مربعة الرؤوس. يبلغ قياس زاوية مربعة الرؤوس الوسطي عند الذكور 14 درجة وعند النساء 17 درجة. يمكن اتخاذ بعض الخطوات لتصغير الزاوية كاستخدام المقومات العظمية مثلًا. يزيد الورك الأنثوي الواسع والزاوية الكبيرة من احتمالية الإصابة بتمزق الرباط الصليبي الأمامي لدى الإناث.

#### الرباط الصليبي الأمامي وتصلب العضلات والقوة
تؤثر الهرمونات الجنسية خلال فترة البلوغ على شكل الأنسجة الرخوة المتجدد في جميع أنحاء الجسم. يؤدي تجدد الأنسجة إلى صغر الرباط الصليبي الأمامي، ولهذا يصبح تمزقه أسهل عند تعرضه لأحمال أخف. كذلك، يساهم تجدد الأنسجة باختلاف صلابة الأربطة والعضلات بين الرجال والنساء. تكون ركبتي النساء أقل تيبسًا من ركبتي الرجال أثناء تنشيط العضلات. ولهذا السبب، قد تؤدي القوة المطبقة على ركبة أقل تيبسًا إلى تمزق الرباط الصليبي الأمامي.
بالإضافة إلى ذلك، تعتبر حركة العضلة رباعية الرؤوس مضادة للرباط الصليبي الأمامي. وفقًا لدراسة أجريت على رياضيات في جامعة ميشيغان، اعتمدت 31٪ من الرياضيات الإناث على العضلة رباعية الرؤوس أولاً مقارنةً باعتماد 17٪ من الذكور عليها. يزداد الضغط المطبق على الرباط الصليبي الأمامي بسبب التقلص المرتفع لعضلة الفخذ رباعية الرؤوس أثناء النشاط البدني.